# Marijan Dumić
Marijan Dumić, hrvatski šahist. 
Član jugoslavenske reprezentacije u kojoj su bili isključivo hrvatski rješavači matnih zadaća iz Zagreba, i koja je osvojila svjetsko prvenstvo nacionalnih momčadi 1947. godine. Sastav je bio: Nenad Petrović, Ante Labura, Branko Pavlović, Braslav Rabar, Marijan Dumić, Božidar Sakač, Zlatko Smrkić, Zvonimir Juginović, Đorđe Lasković, Zlatko Modor.